# Megan Is Missing
Megan Is Missing is een Amerikaanse thriller-horrorfilm uit 2011 geschreven en geregisseerd door Michael Goi. Centraal staat het gevaar van contacten met onbekenden op het internet. Goi baseerde het verhaal op zeven politiezaken rondom verdwenen kinderen, waar hij over sprak met agenten die adviseerden tijdens eerdere producties waar hij bij betrokken was.

## Verhaal
De veertienjarige Megan Stewart (Rachel Quinn) en dertienjarige Amy Herman (Amber Perkins) zijn beste vriendinnen. Hun persoonlijkheden en achtergronden verschillen desondanks enorm. Megan is populair, maakt makkelijk vrienden, houdt van feesten, drank en drugs en is seksueel losbandig. Amy is terughoudend, eenzaam en verlegen. Buiten haar familie is Megan haar enige sociale contact. Er bestaat niettemin wederzijds respect en ze vertellen elkaar geheimen die ze verder met niemand delen. Dit doen ze zowel persoonlijk als via hun mobiele telefoons en tijdens gesprekken door middel van webcams. 
Via een vriendin legt Megan online contact met iemand die zich voorstelt als een zeventienjarige jongen genaamd Josh. Ze denkt te weten hoe hij eruitziet door middel van een foto die haar vriendin haar stuurde en voelt zich meteen aangetrokken tot de jongen op de foto. Megan en 'Josh' spreken elkaar daarna regelmatig online en maken een afspraak om elkaar in het echt te ontmoeten. Wanneer Megan naar deze afspraak gaat, verdwijnt ze spoorloos. De politie gaat in eerste instantie naar haar op zoek, maar gaat er al snel van uit dat ze is weggelopen. Amy gelooft dat niet en blijft bezig met de verdwijning van haar beste vriendin. Ze vertelt de politie onder meer over Megans veelvuldige contact met 'Josh'. Die vertelt Amy daarop online dat hij er niets mee te maken heeft en dat ze niet over hem moet praten; eerst rustig, later kwaad en dreigend. Hij zegt haar precies te weten wie ze is en op welke plaatsen ze regelmatig komt. Amy laat zich hierdoor niet tegenhouden. Wanneer ze zichzelf op een dag filmt met haar camera op een rustig plekje waar ze graag komt, maakt 'Josh' zijn dreigement waar en ontvoert Amy.
Op de plek waar Amy verdwijnt, vindt de politie later haar camera terug. Er blijken 22 minuten op te staan die 'Josh' heeft gefilmd nadat hij haar meenam. Hij heeft Amy meegenomen naar een kelder waar ze in haar ondergoed met een ketting vastgeketend is aan een muur. Hij laat haar eten uit een bak voor hondenvoer en verkracht haar. Later komt hij bij haar terug om zijn excuses te maken voor alles. Hij belooft haar terug te brengen naar haar ouders. Ze moet alleen tijdens het vervoer in een plastic ton gaan zitten zodat ze niet kan zien waar hij haar mee naartoe heeft genomen, vertelt hij. Bij het openen van de ton ziet Amy Megans lijk op de bodem. Ze probeert te ontsnappen, maar haar ontvoerder krijgt haar toch in de ton en sluit die af met het deksel. Daarna rijdt hij met de ton naar een stille plek in het bos waar hij een kuil graaft. Onder het graven smeekt Amy 'Josh' vanuit de ton om haar eruit te laten en belooft hem alles te doen wat hij wil, maar 'Josh' reageert niet. Als hij klaar is met graven, gooit hij de ton met zowel het dode als het nog levende meisje erin in de kuil, gooit die daarna weer dicht met zand en camoufleert de plek met bladeren. Daarna vertrekt hij, onopgemerkt door wie dan ook.

## Rolverdeling
- Amber Perkins - Amy Herman
- Rachel Quinn - Megan Stewart
- Dean Waite - Josh
- Jael Elizabeth Steinmeyer - Lexie
- Kara Wang - Kathy
- Brittany Hingle - Chelsea
- Carolina Sabate - Angie
- Trigve Hagen - Gideon
- Rudy Galvan - Ben
- April Stewart - Joyce Stewart
- John Frazier - Bill Herman
- Tammy Klein - Louise Herman
- Lauren Leah Mitchell - Callie Daniels
- Jon Simonelli - Detective Simonelli
- Craig Stoa - Leif Marcus
- Earl Ledebur - Principal Carpenter
- Andrew Doebbler - Chad Parker